# Прибина
При́бина (Pribina, Privina, Priuuinna, 805? — 21 марта 860) — первый документально подтверждённый князь Нитранского княжества 825—833 годах. Первый князь Блатенского княжества в 840—860 годах.

## Биография
Главным источником информации о Прибине служит созданный в Зальцбурге в 870-е годы трактат «Обращение баваров и хорутан» (лат. Libellus de conversione Bagoariorum et Carantanorum).
В годы правления Прибины в Нитре была основана первая христианская церковь, освящённая в 828 году зальцбургским епископом Адальрамом. Однако сам Прибина в это время христианином ещё не был.
В 833 году Прибина был изгнан из Нитры великоморавским князем Моймиром I и бежал в земли франков. Король Восточно-Франкского государства Людовик II Немецкий крестил Прибину и пожаловал ему паннонскую часть Каринтийской марки вокруг Балатона. На берегу этого озера Прибина построил Блатноград (ныне Залавар, Венгрия), ставший столицей Блатенского княжества.
Прибина погиб 21 марта 860 года во время битвы с великоморавским князем Ростиславом. После смерти Прибины новым правителем Блатенского княжества стал его сын Коцел.

## Литература

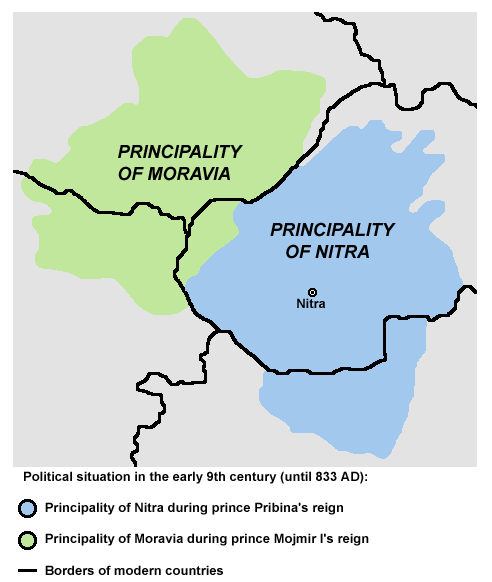
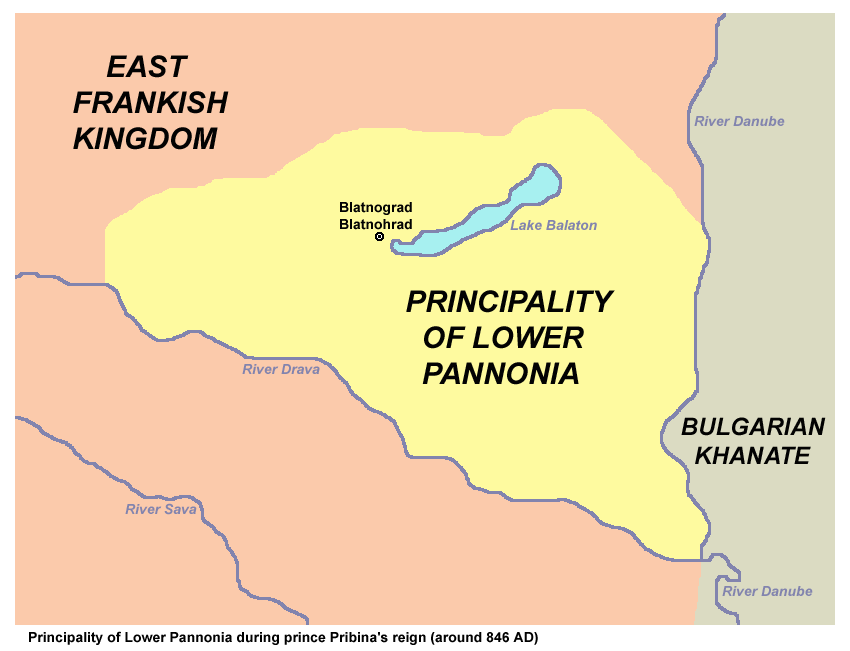